# Casa mora del doctor Moreno
La Casa mora del doctor Moreno, conocida también como Pabellón morisco del doctor Moreno, es un edificio de 1912 de estilo neomorisco situado en Valladolid, España.

## Historia
Situada en el número 15 del Camino Viejo de Simancas, la casa fue construida en 1912. Fue propiedad de Luis Moreno Santos, prestigioso médico ceutí afincado en Valladolid. El doctor Moreno compró un terreno en la zona de La Rubia, que en aquel entonces era zona agrícola, y promovió la construcción de una casa de verano en estilo árabe que le recordase su tierra natal.
La casa tiene una característica fachada con arcos de herradura. Además, contaba con una huerta. Tiene planta baja, primera plata y terraza, decorada con almenas. Los distintos niveles están conectados por una escalera de caracol. Originalmente, su planta consistía en un único espacio cuadrado, con cuatro columnas en el centro, inspirado en los pabellones de la Alhambra. Sobre cada columna descansan arcos califales que dibujan en el techo nueve espacios, algo común en las mezquitas.
El doctor Moreno falleció en 1914 y la propiedad pasó a manos de sus herederos. En 2022 fue restaurada y reformada para su venta. Al año siguiente fue comparada por 500.000 euros.